# Література Андорри
Література Андорри є частиною каталонської літератури оскільки написана каталонською мовою. Це література складається з творів, написаних в Князівстві Андорра або андоррськими авторами.

## Принципи андоррської літератури
Енциклопедичний словник Андорри Альвара Вальса, ISBN 978-99920-1-629-9, представляє образ літератури, яка вже має перші твори у XVIII столітті, з Короткий посібник Антоні Фітера і Росселла та Політар Андорри Антоні Пуіга. Короткий посібник — це «компендіум історичної та інституційної реальності, використання та звичаїв Андорри, за яким слідує збірка коментованих сентенцій, яка вважається однією з найважливіших книг такого роду каталонською мовою segle і що понад три століття це було джерелом консультацій і керівництвом поведінки для правителів Андорри та андоррців загалом.» (Валлес, 259). У ХІХ столітті виділяються твори релігійних людей, а також з'являється подорожня література, написана переважно іноземцями.

### Короткий посібник
Книга Антоні Фітера та Росселла має назву Короткий посібник нейтральних долин Андорри, в якому в якому йдеться про її стародавність, уряд і релігію, її привілеї, звичаї, звички та прерогативи. Це видатний літературний твір каталонською мовою XVIII століття. Понад три століття він використовувався як посібник для губернаторів князівства, а також для жителів Лез-Вальса. Книга зберігалася в Каса-де-ла-Валь, центральному місці Генеральної ради долин. У 1987 році Генеральна рада опублікувала факсиміле, а в 2000 році Короткий посібник був опублікований у м'якій палітурці.

### Історико-інституційні праці
У 1763 році Антоні Пуч опублікував Політар Андорри. Пуч був священиком в Ескальдес-Енгордані. Ця книга є свого роду скороченою версією Короткого посібника, але вона також мала великий вплив на суспільство Андорри.
У ХІХ столітті продовжувалася традиція історичних та інституційних посібників. Слід згадати Звіт про долину Андорри від 1838 року домініканця Фра Томаса Джуноа та Історію Богоматері Меріксельської від 1874 року, написану єзуїтом Луїсом Ігнасі Фітер і Кавою, який опублікував анонімну книгу в князівстві.

## Література для подорожей
Наприкінці XVIII століття сформувалася література, відома як література подорожей. Як правило, твори цієї літератури були написані не андоррцями, а іноземними мандрівниками, особливо з Франції, Каталонії, Іспанії чи Сполучених Штатів Америки. Альвар Вальс Оліва розрізняє авторів на три групи: 1) державні службовці сусідніх держав, 2) романтичні чи утопічні мандрівники та 3) каталонські пішоходи.
Згадаймо іспанських чиновників Франсіско де Замора, який у своїй історії Журнал подорожей, зроблених в Каталонії багато пише про Андорру, так що Паскуаль Мадос, який у Географічний справочник, статистичний та історичний словник Іспанії також включає хроніку піренейської країни.
Іспанський військовий офіцер Антоні Вальс опублікував у 1820 році в Барселоні книгу Пам'ять про суверенітет, який відповідає іспанській нації, де він рекомендував анексію Андорри Іспанією. Політична відповідь з'явилася через три роки французьким монархістом П'єром-Рохом Руссілью, який написав книгу «De l'Andorre» (Про Андорру), одночасно першу повну монографію про князівство.
Для мандрівників-романтиків і американських і французьких утопістів Андорра була ізольованою, екзотичною та іноді дивною країною. Француз Вікторен Відаль написав L'Andorre в 1866 році, а Марсель Шевальє представив першу карту долин Андорри. У 1888 році Ґастон Вюйє опублікував «Андоррську долину». Слід згадати американців Байярда Тейлора з «Піренейською республікою» 1867 року та «Прихованою республікою» 1911 року, а також Лі Мерівезера з «Побачити Європу на автомобілі» також 1911 року. У 1933 році було опубліковано «Les vallées d'Andorre» француза Ґастона Комбарнуса, а в 1937 році «Пішки через Андорру» Імоджен Вардер.
Розповіді каталонських мандрівників приблизно з 1900 року демонструють досить схожі культурні інтереси. Джозеф Аладерн опублікував Андоррські листи в 1892 році. Іншими важливими авторами є Валенті Альміраль, Сальвадор Армет, Артур Осона та Жасінт Вердагер .
У ХХ столітті, деякі автори обрали принципат темою своїх творів, особливо у французькій та каталонській літературах. Крім того, були опубліковані нариси, такі як Книга Андорри Луїса Капдевіла в 1958 році, Андорранський глосарій Хосепа Фонтберната в 1966 році, а також есе каталонського письменника Хосепа Пла, опубліковані в 1943, 1959 і 1973 роках.
Серія «Мандрівна Андорра» знову представляє старі подорожні тексти, відредаговані сучасними авторами, наприклад, Альбертом Вільяро. Сьогодні, коли князівство Андорра має сучасну мережу обігу та підключено до міжнародних засобів масової інформації, лише кілька книжок про Андорру написані іноземними письменниками. Прикладом є австрійський письменник Клаус Ебнер, який опублікував есе Andorranische Impressionen (Враження Андорри) у видавництві Wieser у Каринтії. Письменник Альфред Ллахі Сегалас у своїй книзі «Андорра: гостинна земля» (2007) описав проходження Сант-Хосемарії Ескріва де Балагер через князівство Андорра в 1937 році. З іншого боку, андоррський письменник Жоан Перуга вибрав подорожню літературу Андорри, особливо літературу segle xix, як центральна тема його роману «Невидима республіка» 2004 року.

## Сучасна література
«Сучасна» література починається у 1980-х роках і посилюється після здобуття ОСББ незалежності у 1993 році. Генеральна рада долин Андорри, тобто парламент Андорри, і новий уряд почали рішуче популяризувати літературу закликами, призами та заходами в школах. Сьогодні є кілька андоррських авторів, які вже мають чудову репутацію в каталонських країнах, наприклад, Антоні Морелль, Альберт Сальвадо, Альберт Вільяро та Тереза Колом. На Франкфуртському книжковому ярмарку 2007 року в заходах взяли участь сім авторів Андорри. Книгарня La Puça в Андорра-ла-Велья стала інформаційним центром для авторів країни.

### Історичний роман
Багато прозаїків за свою творчість написали історичні романи, в яких осмислювали історію ОСББ. Альберт Сальвадо, здається, є винятком, оскільки, з одного боку, він пише історичні романи, а з іншого — рідко торкається минулого своєї країни. Він написав трилогію «Тінь Алі-Бея», яка показує світ ісламського Сходу, «Велика наложниця Амона і володар Хеопса», яка веде до стародавнього Єгипту, «Очима Ганнібала», що описує римсько-карфагенську боротьбу, «Загадка Костянтина Первозванного». Великий і Перстень Аттіли про Римську імперію, Історія Ґунтера Псарріса, в якій він розповідає про табори смерті нацистів, ще одна трилогія, присвячена Якову I Завойовнику, у якій він відтворює Середньовіччя, Звіт про Фаетона, де він заглиблюється у всесвітню історію..
Ми читаємо про андоррські кліше в романах Антоні Мореля, в «Смертних літаніях» і «Борис I, король Андорри», Альберта Вілларо в «Рік франків», Жоана Перуги в «Останньому розумінні Ордіно» та Хосепа Енріка Даллереса в «Межа всередині».

### Поезії
Завдяки ініціативам уряду Андорри розрослося поетичне поле. Мануель Англада і Ферран публікували наукові праці та вірші; і це такі особистості, як Манель Гіберт, Сікоріс, Роберт Пастор, Тереза Колом, Естер Фенолл Гарсія та Марта Репулло, які представляють відділ андоррської поезії.
Донедавна Хосеп Енрік Даллерес публікував лише вірші; у 2007 році опублікував свій перший роман. Книги поезії: Друг з 1987 року, Очі сльозяться з 1988 року та Іллалба з 1995 року. Тереза Колом Піч була економісткою за освітою та професією; у 2004 році вирішила присвятити себе виключно письменництву. Її книги Як місяці червень з 2001 року, Температура деяких вуст з 2002 року, Елегії відомого кінця з 2005 року, Де все скло з 2009 року та Мама дивувалася про смерть з 2012 року.

### Літературні премії
У каталонських країнах засновано безліч літературних премій. Завдяки статусу мови меншини та сильній культурній обізнаності нагороди намагаються відкрити нові таланти та дозволити авторам присвятити себе на деякий час виключно письменництву.
Багато відомих письменників Андорри були нагороджені. Наприклад, Антоні Морелль отримав премію Сан-Мікеля д'Енголастера за есе та премію Карлемані за роман у 1999 році, Альберт Сальвадо двічі, у 1998 та 2005 роках, премію Нестора Лухана за історичний роман, премію Фітера та Росселла (1999), Премія Planeta Black Series (2000), а також премію Карлемані за роман (2002), Альберт Вільяро отримав премію пам'яті Анни Додас (1993), премію Нестора Лухана (2003), премію Карлемані за роман (2006), премію Хосепа Пла (2014) і Пруденсі Бертрана (2015), а Тереза Колом отримала премію поетичного конкурсу Публічної бібліотеки уряду Андорри (2000), премію Грандалла за поезію Cercle de les Arts i de les Lletres d «Андорра» (2000), «Талант» FNAC (2009) за «On tot és vidre» (редактори сторінок) і «Нарративна премія Maria Àngels Anglada» (2016) за "Міс Кітон та інші звірі ".

### Андоррські автори та авторки
- Мануель Англада і Ферран, 1918—1998
- Монсеррат Каюела і Брагулат, нар. 1953 рік
- Тереза Колом Піч, нар. 1973 рік
- Жозеп Енрік Даллерес, нар. 1949 рік
- Аннеке ван де Валь, нар. 1968 рік
- Давид Гальвес Каселлас, нар. 1970 рік
- Девід Аррабал Карріон, нар. 1977 рік
- Манель Гібер Валлес, нар. 1966 рік
- Россенд Марсол Клуа «Sícoris», 1922—2006
- Джулі Міновес Трікелл, нар. 1969 рік
- Антоні Морелл Мора, 1941—2020
- Роберт Пастор і Кастільо, нар. 1945 рік
- Хоан Перуга Герреро, нар. 1954 рік
- Пілар Бургес Монсеррат, нар. 1958 рік
- Марта Репулло і Грау, нар. 1976 рік
- Людмила Лакуєва Канут, нар. 1971 рік
- Іньякі Рубіо Мансано, нар. 1974 рік
- Олександра Гребенникова-Волкова, нар. 1974 рік
- Альберт Сальвадо Мірас, нар. 1951 рік
- Альберт Вільяро Бойкс, нар. 1964 рік
- Естер Фенол Гарсія, нар. 1967 рік

### Професійне представництво та видавці
Асоціація письменників Князівства Андорра (AПКA) є професійним представництвом авторів Андорри. З моменту заснування в 1995 році президентом є Антоні Морелл Мора. AПКA підтримує відносини з Асоціацією письменників каталонською мовою та каталонським ПЕН-клубом.
Після Другої світової війни в князівстві Андорра розгорнулася дуже інтенсивна видавнича діяльність. Спочатку видавці випускали книги для Іспанії та Франції, оскільки книги іспанською та французькою мовами, і більшість із них були релігійними виданнями. Видання книг каталонською мовою почалося в шістдесятих роках і збільшилося протягом наступного десятиліття, особливо після смерті Франко. Перша сучасна каталонська Біблія була видана та надрукована в Андоррі на замовлення монахів-бенедиктинців монастиря Монсеррат, у графічних майстернях Editorial Casal i Vall.
Наприкінці сімдесятих років видавці змінили свою стратегію на видання книг для користування населенням (одночасно відбувалася андорранізація освіти). З цієї причини книги в основному видавалися каталонською мовою, а також туристичні книги іншими мовами.
Зі ста видавництв, заснованих після Другої світової війни (включаючи авторів-видавців), число значно скоротилося. Видають переважно літературу, адміністративні книги та туристичні праці. У травні 2011 року було створено Асоціацію редакторів Андорри, до складу якої входять Editorial Andorra, Límits editorial, Anem editors, Edicions del Diari d'Andorra та Fundació Julià Reig. Більшість книжок андоррських письменників виходять у каталонських видавництвах.

### Книги
- Bastida, Carolina; Bertrana, Univers; Sistac, Ramon; Villaró, Albert. Llengua i literatura a Andorra i als Pirineus. Andorra: Universitat d'Andorra, 2016. ISBN 978-99920-3-086-8.
- Andorra, terra literària, Editat pel Govern d'Andorra, coordinació: Inés Sánchez, Andorra la Vella 2007, ISBN 978-9992004654
- Editorials i societat a Andorra 1945—1994, Pere-Miquel Fonolleda Pérez, Biblioteca d'Andorra, Andorra la Vella 2006, ISBN 978-9992053270
- Diccionari Enciclopèdic d'Andorra, Àlvar Valls i Oliva, Fundació Crèdit Andorrà, Andorra la Vella 2006, ISBN 978-999201629-9
- La república invisible (Roman), Joan Peruga, Proa, Barcelona 2004, ISBN 84-8437-685-0
- Literatura catalana contemporània, Glòria Bordons i Jaume Subirana, EDIUOC, Barcelona 1999, ISBN 978-8495131157
- Andorra cap a la literatura, Miquela Valls, Editorial Maià, Andorra la Vella 1992, ISBN 978-9992051047

### Статті
- Fragments escollits/Morceaux choisis, (contribució de la redacció), in: Casa Andorra Internacional, Andorra la Vella 2001, p. 60-61
- Post scriptum, Pere-Miquel Fonolleda Pérez, in: Casa Andorra Internacional, Andorra la Vella 2001, p. 56-58